# Roger Ljung
Roger Ljung (Lomma, Suecia, 8 de enero de 1966) es un exfutbolista sueco que se desempeñaba como defensa. Fue internacional con la selección de fútbol de Suecia y participó en dos Mundiales y una Eurocopa. Tras su retiro ejerce de representante de jugadores.

## Representante de jugadores
Tras su retiro como futbolista profesional, Ljung comenzó a ejercer de representante de jugadores, principalmente jugadores suecos.

### Jugadores representados
- Marcus Allbäck
- Patrik Andersson
- Erik Edman
- Kim Källström
- Tobias Linderoth
- Fredrik Ljungberg
- Teddy Lučić

## Clubes
| Club             | País     | Años      |
| ---------------- | -------- | --------- |
| Lunds BK         | Suecia   | 1983-1984 |
| Malmö FF         | Suecia   | 1985-1989 |
| BSC Young Boys   | Suiza    | 1989-1990 |
| FC Zurich        | Suiza    | 1990-1991 |
| FC Admira Wacker | Austria  | 1991-1993 |
| Galatasaray SK   | Turquía  | 1993-1994 |
| MSV Duisburgo    | Alemania | 1994-1995 |

- Datos: Q722046